# Heraion alla foce del Sele
L'Heraion alla foce del Sele o tempio di Hera Argiva è un antico santuario della Magna Grecia dedicato alla dea Era, situato in origine alla foce del fiume Sele, a circa 9 km dalla città di Paestum, nell'odierno comune di Capaccio Paestum.
Il santuario si trova ora a circa 1,5 km dall'attuale linea di costa, a seguito dell'avanzamento di quest'ultima, rispetto all'antica collocazione, per il deposito dei sedimenti alluvionali portati dal fiume.

## Fonti storiche
L'esistenza del santuario è testimoniata da fonti storiche che, per lungo tempo, sono rimaste prive di alcun riscontro nella realtà. Strabone colloca il santuario di Hera Argiva al confine settentrionale della Lucania, sulla sinistra idrografica del fiume Sele, a 50 stadi dalla città pestana e ne attribuisce la fondazione a Giasone durante la spedizione degli Argonauti. Lo stesso santuario viene collocato da Plinio il Vecchio sulla sponda opposta del fiume. Una simile imprecisione, consueta nell'opera dello scrittore latino, avrà l'effetto di offuscare il dato storico rendendone problematico il ritrovamento dei resti.

## Storia
Il santuario fu fondato agli inizi del VI secolo a.C. dai greci provenienti da Sibari e dedicato alla dea Hera Argiva, protettrice della navigazione e della fertilità.
Inizialmente vi si doveva svolgere un culto all'aperto, in un'area sacra dotata di un altare e delimitata da portici, destinati all'accoglienza dei pellegrini.
Alla fine del VI secolo si ebbe la costruzione di un grande tempio, probabilmente ottastilo (con otto colonne sulla facciata) e periptero. Insieme furono costruiti, davanti ad esso, a una certa distanza, due altari monumentali.
Dopo l'arrivo dei Lucani, alla fine del V secolo a.C., si ebbe il momento di massima fioritura del santuario, con la costruzione di nuovi edifici che riutilizzarono i materiali di quelli più antichi: un nuovo portico e, accanto, un edificio per riunioni. Ad una certa distanza venne edificato inoltre un edificio quadrato in cui sono state rinvenuti numerosi pesi da telaio e dove si è ipotizzato che le fanciulle da marito tessessero il peplo per la statua di culto, offerto alla dea con una processione annuale. Qui è stata trovata una statua in marmo di Hera, seduta in trono e con in mano un melograno.
Nel 273 a.C. l'area fu conquistata dai Romani che vi fondarono la colonia di Paestum. L'edificio per la tessitura fu distrutto e costruito un recinto intorno all'area sacra.
Il santuario sopravvisse fino al II secolo d.C., in una progressiva decadenza, finché, anche a seguito all'impaludamento della zona, si perse gradualmente ogni forma di memoria della sua ubicazione.
Il culto di Hera sopravvisse successivamente in forme cristiane con la "Madonna del Granato", il cui culto, nell'omonimo e vicino santuario, riprende la raffigurazione di Hera con la melagrana.
Il santuario venne rimesso in luce dagli scavi degli archeologi di Umberto Zanotti Bianco e Paola Zancani Montuoro, tra il 1934 e il 1940.

## Ciclo scultoreo delle metope

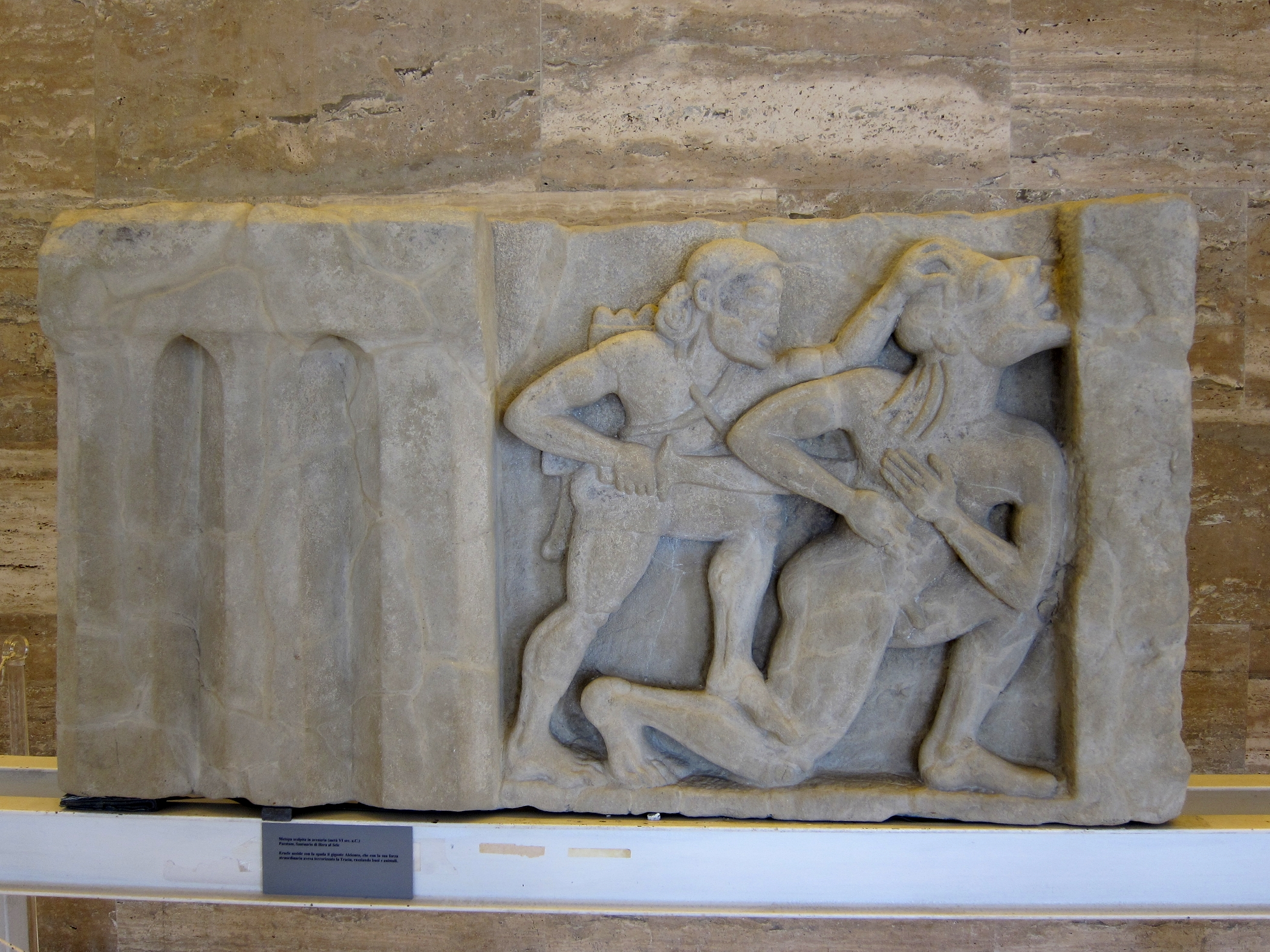
Eracle uccide Alcioneo, dalla Gigantomachia.

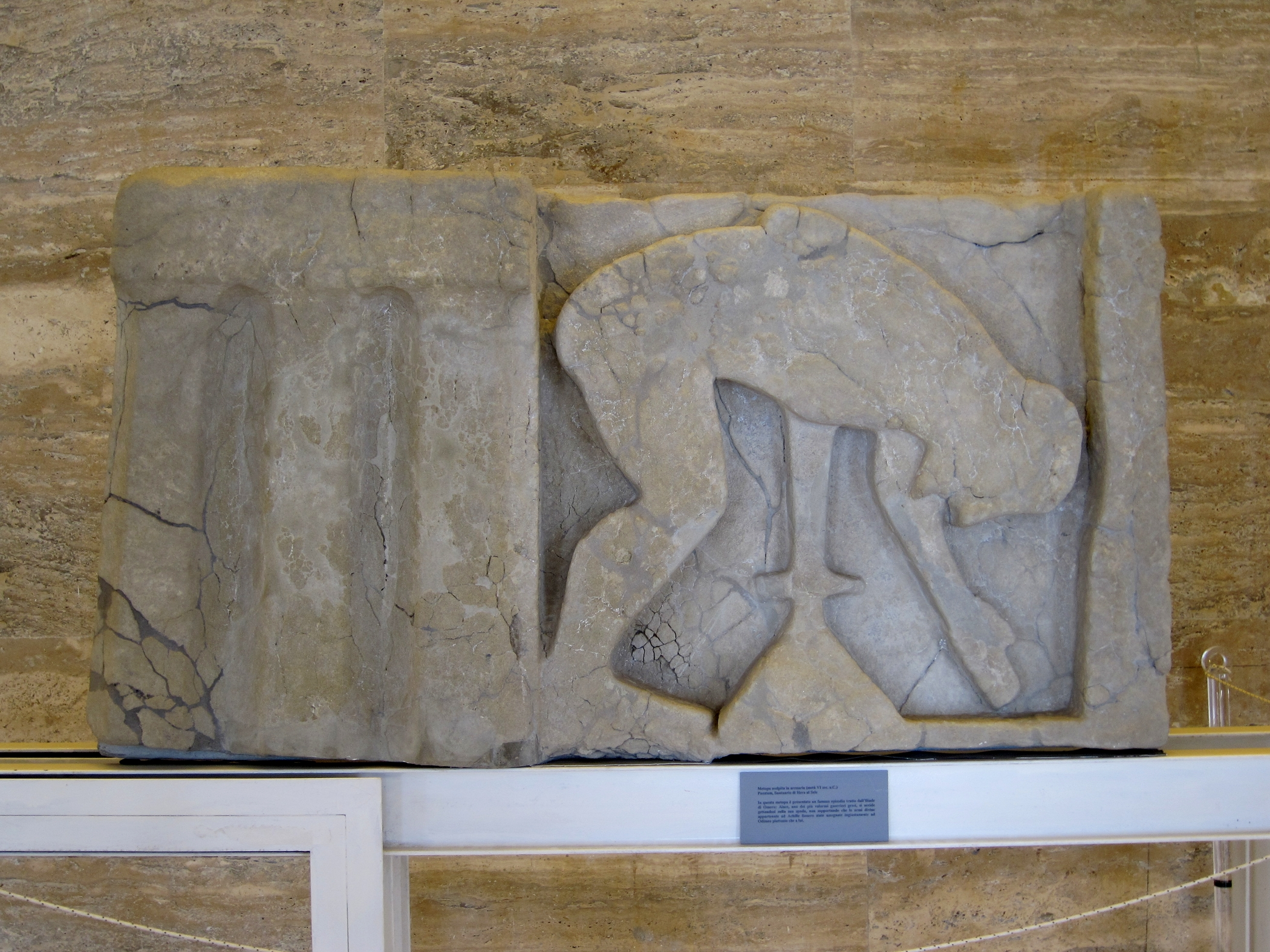
Il suicidio di Aiace Telamonio, dal Ciclo Troiano.

Negli scavi sono state rinvenute circa settanta metope con raffigurazioni scolpite in arenaria locale.
Circa quaranta appartengono a un ciclo più antico (seconda metà del VI secolo) e dovevano decorare edifici oggi non più riconoscibili. Le metope di questo ciclo raffigurano episodi del mito delle dodici fatiche di Eracle e del ciclo Troiano, ma anche di Giasone e di Oreste. Sono scolpite abbassando il fondo all'esterno della linea di contorno delle figure: in questo modo, la parte in rilievo rimane molto piatta. Questo indicherebbe che la raffigurazione, nei suoi particolari, era probabilmente completata dal colore.
Il ciclo più recente, di circa 30 metope, raffigura invece delle fanciulle danzanti, rese a bassorilievo.
Le metope sono collocate nel Museo archeologico nazionale di Paestum, sorto, nel 1952, proprio attorno a questi ritrovamenti. La loro collocazione museale riprende la presumibile struttura del tempio a cui erano state inizialmente attribuite. Tuttavia occorre dire che né l'interpretazione dei cicli narrativi né la collocazione, trovano concordia unanime tra gli studiosi.
Per Roland Martin le 38 metope del ciclo più antico (seconda metà del VI secolo a.C.) dovevano decorare un Thesauros (cappella votiva), con pianta rettangolare e facciata dorica con due colonne in antis. Il capitello delle colonne doriche, sottolineato alla base dell'echino con due filetti distaccati, contrastava con i capitelli ionici delle ante; questi ultimi, quasi elementi applicati alle estremità del muro, presentano un corpo principale che si svasa per reggere uno spesso abaco decorato con palmette e fiori di loto, mentre la base è sottolineata da un piccolo meandro. Il fregio dorico, privo di funzioni architettoniche, era posto davanti agli elementi in legno che sorreggevano il tetto. I triglifi, fortemente aggettanti come nel Tempio C di Selinunte, sono larghi quasi quanto le metope. Le intaccature visibili nella parte posteriore delle metope mostrano che queste ultime furono inserite tra i triglifi dopo la messa in opera delle travature in legno.

## I doni votivi
Gli scavi del santuario hanno inoltre restituito una grande quantità di doni votivi (per lo più statuette in terracotta raffiguranti la dea), che dopo qualche tempo venivano ritualmente seppelliti: un primo deposito era stato realizzato nei pressi del tempio ed era costituito da cinque fosse rivestite da lastroni in pietra e con coperchio pure in pietra. Delle tracce di bruciato si riferiscono ai sacrifici offerti all'atto del seppellimento e i materiali depositati vanno dal VI al II secolo a.C.
È stata inoltre rinvenuta una seconda grande fossa, con circa seimila oggetti tra statuette in terracotta e piccoli oggetti in bronzo databili tra il IV e il II secolo a.C. (ma con alcune monete del II secolo d.C., in piena epoca romana imperiale).

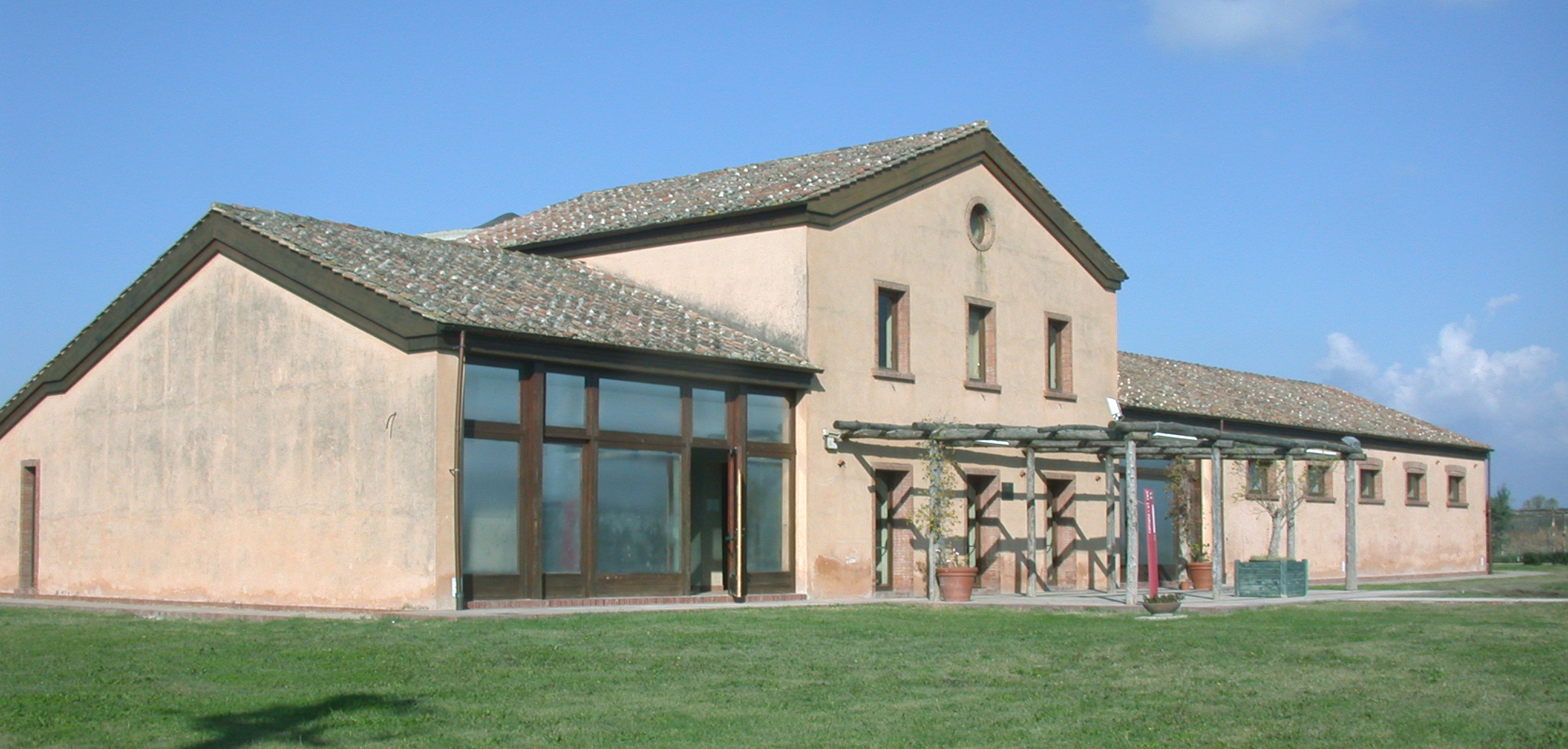
Il Museo narrante del santuario di Hera Argiva alla foce del Sele, sede della masseria Procuriali

Gran parte dei doni votivi sono visibili sul sito stesso del santuario, nel "Museo narrante del santuario di Hera Argiva alla foce del Sele", ospitato in una masseria ristrutturata ("masseria Procuriali")